# Południowy Okręg Federalny
Południowy Okręg Federalny (ros. Южный федеральный округ) – jeden z ośmiu federalnych okręgów Rosji, położony na północ od gór Kaukaz, pomiędzy terytoriami Ukrainy i Kazachstanu.

## Dane ogólne
Powierzchnia 447 821 km² (2,61% powierzchni Rosji).
Ludność w 2021 wynosiła 16 482 488 mieszkańców (11,28% ludności Rosji).
Gęstość zaludnienia – 36,81 os./km².
Centrum administracyjnym Południowego OF jest Rostów nad Donem.
Najważniejsze miasta: Rostów nad Donem, Astrachań, Krasnodar, Machaczkała, Sewastopol, Soczi, Taganrog, Władykaukaz, Wołgograd, Wołżski.

## Republiki, kraje i obwody[2]
- Adygeja (Республика Адыгея);
- Kałmucja (Республика Калмыкия);
- Kraj Krasnodarski (Краснодарский край);
- obwód astrachański (Астраханская область);
- obwód rostowski (Ростовская область);
- obwód wołgogradzki (Волгоградская область);

### Tymczasowo okupowane terytoria
- Krym[3] (Республика Крым);
- Sewastopol[4] (г. Севастополь).